# Білий кінь (фільм, 1966)
«Білий кінь» — радянський чорно-білий короткометражний художній фільм, дипломна робота режисера Бараса Халзанова, знята за його сценарієм на Свердловській кіностудії в 1966 році.
Фільм брав участь в офіційній програмі I Міжнародного кінофестивалю країн Азії, Африки і Латинської Америки в Ташкенті восени 1968 року і був відзначений медаллю.

## Сюжет
Під час Великої вітчизняної війни, в бурятській глибинці, армійський капітан проводить реквізицію придатних для потреб фронту коней. Він не цілком задоволений цією роллю, але важливість завдання пересилює жалість до людей, які з болем віддають своїх останніх тварин, незамінних помічників їх скотарського побуту. Деякі з селян відмовляються давати коней. Якби в докір їм, старий, що приїхав з далекого пасовища, приводить красиву білу кобилу, бажаючи своєю добровільною жертвою, хоч на мить, наблизити прийдешню Перемогу.

## У ролях
- Цеден Дамдинов — старий
- Циндема Гончикова — стара
- Буянто Аюшин — капітан
- Буда Вампілов — епізод
- М. Гунтупов — епізод
- С. Кормушкіна — медсестра
- Барас Халзанов — епізод

## Знімальна група
- Автор сценарію і режисер-постановник: Барас Халзанов
- Оператор: Іван Артюхов
- Композитор: Бау Ямпілов
- Художник: Владислав Расторгуєв